# Památník Bedřicha Smetany (Jabkenice)
Památník Bedřicha Smetany v Jabkenicích je pobočkou Národního muzea v Praze. Obě muzea jsou věnována skladateli Bedřichu Smetanovi (1824–1884). Ten strávil v jabkenické myslivně posledních deset let svého života. 

## Historie
V době, kdy se sem Smetana nastěhoval, tak dům obývala Smetanova dcera Žofie a její manžel Josef Schwarz. Dům v té době sloužil jako sídlo lesního úřadu knížat Thurn-Taxisů. Smetana se sem přistěhoval v roce 1875, poté co ztratil sluch, a  pobýval zde až do své smrti v roce 1884. Složil zde většinu svých nejznámějších děl, včetně Čertovy stěny, Hubičky, Tajemství, cyklu Mé vlasti a velkého počtu sborových skladeb. 

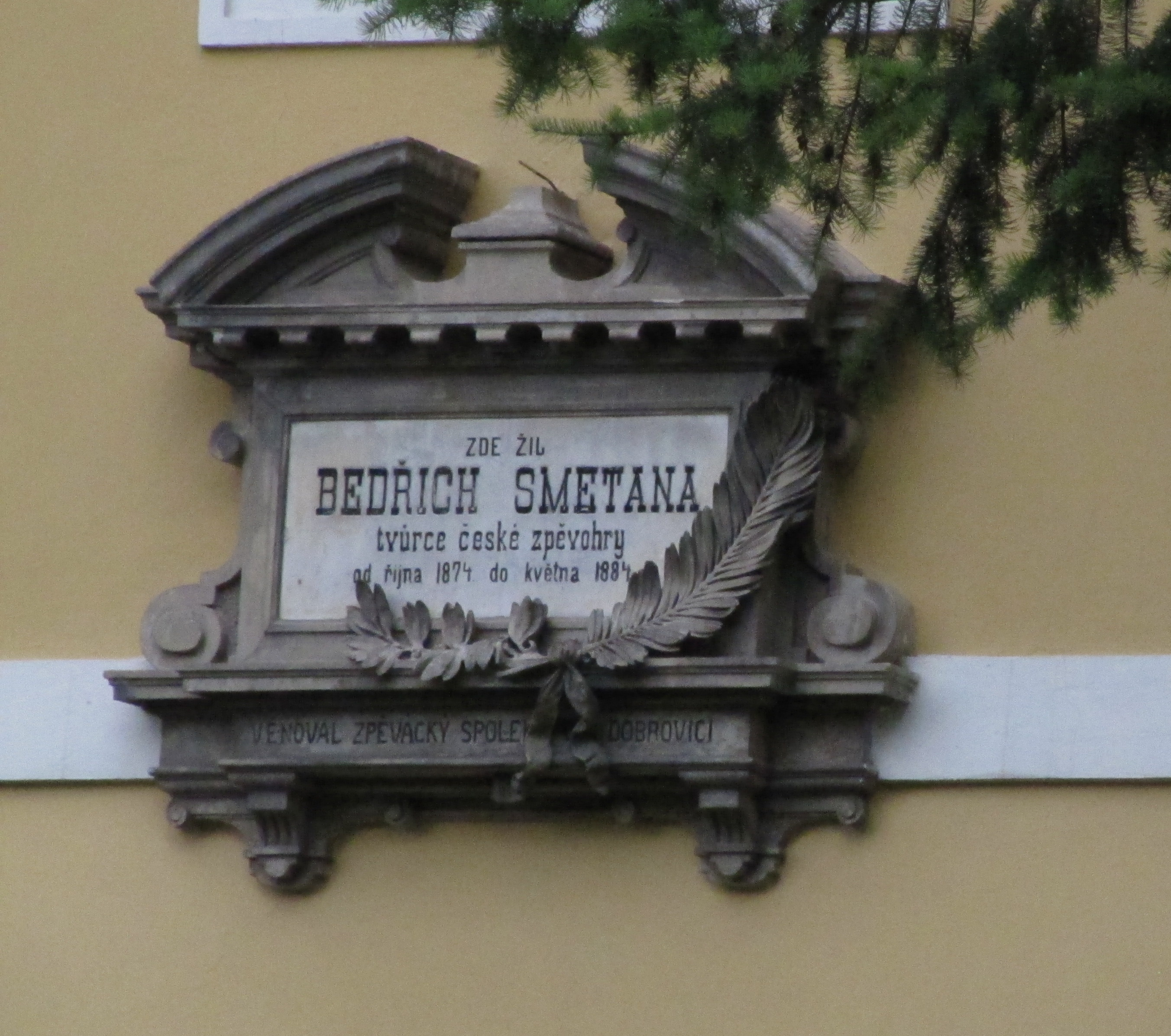
Pamětní deska z roku 1888

Čtyři roky po Smetanově smrti byla na zdi domu odhalena pamětní deska. V roce 1928 bylo v jeho bývalé pracovně založeno malé muzeum. Zbytek domu si  zachoval svoji původní funkci. 
V roce 1936 koupilo dům  Sdružení pro zachování odkazu Bedřicha Smetany. O rok později zde byla  ve spolupráci s Muzeem Bedřicha Smetany v Praze zřízena stálá expozice. V roce 1950 přešla správa muzea na pražské muzeum, které ve stejném roce otevřelo novou výstavu. Poslední renovace proběhla  v letech 1987–1995. 
Muzeum se znovu otevřelo veřejnosti v roce 2002. 

## Sbírka
Od roku 2002 se kolekce soustředí hlavně na dobu, kterou Smetana strávil v Jabkenicích. Jádrem expozice jsou interiéry Smetanovy pracovny a rodinného salónku zrekonstruované podle dobových svědectví a zařízené zčásti i původním, dochovaným nábytkem ze Smetanovy rodiny. K vidění je například dobový nábytek, klavír, na kterém Smetana skládal, sošky, obrazy, fotografie, partitury, ručně psané dokumenty a dopisy. 

## Galerie

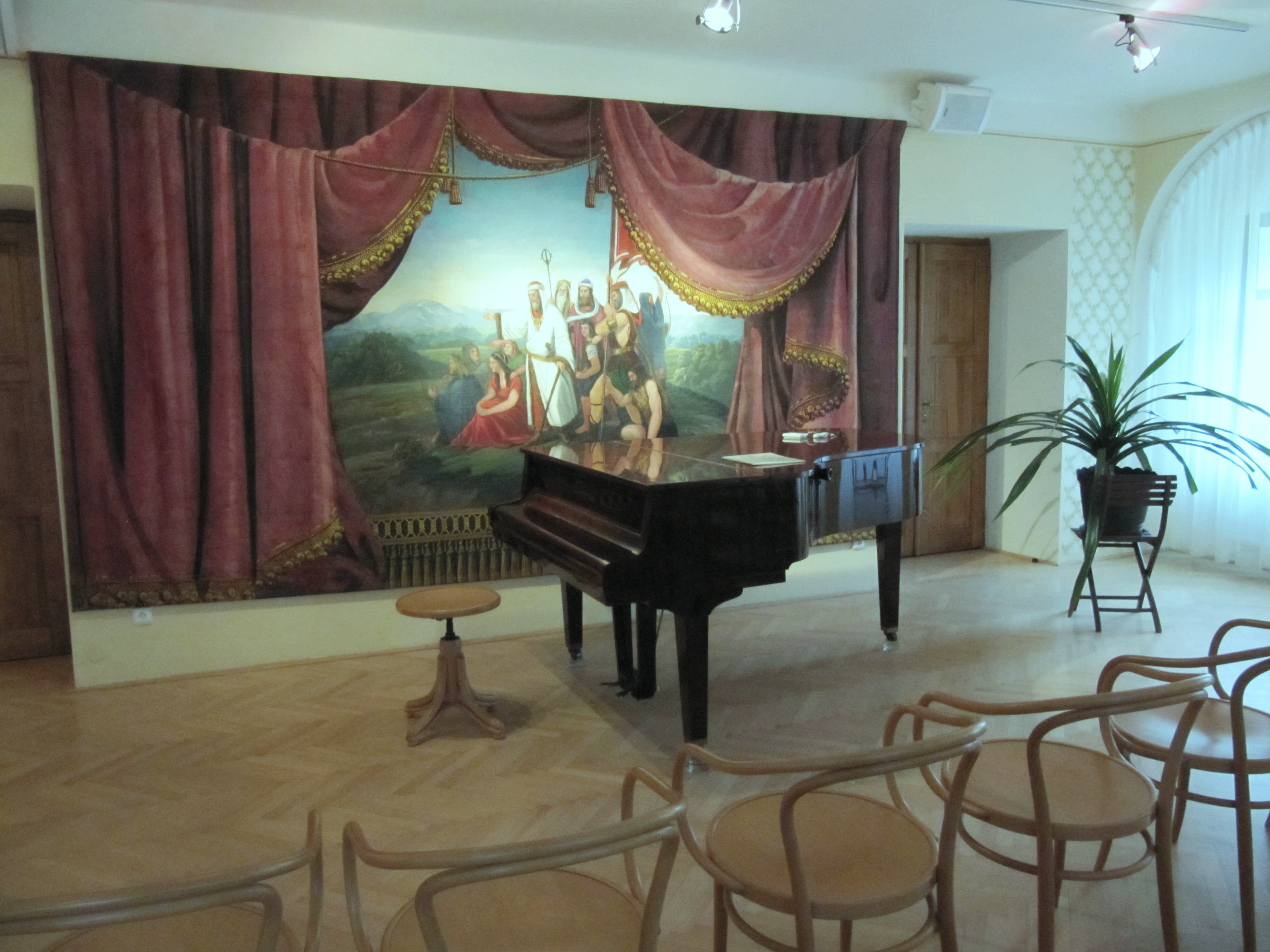
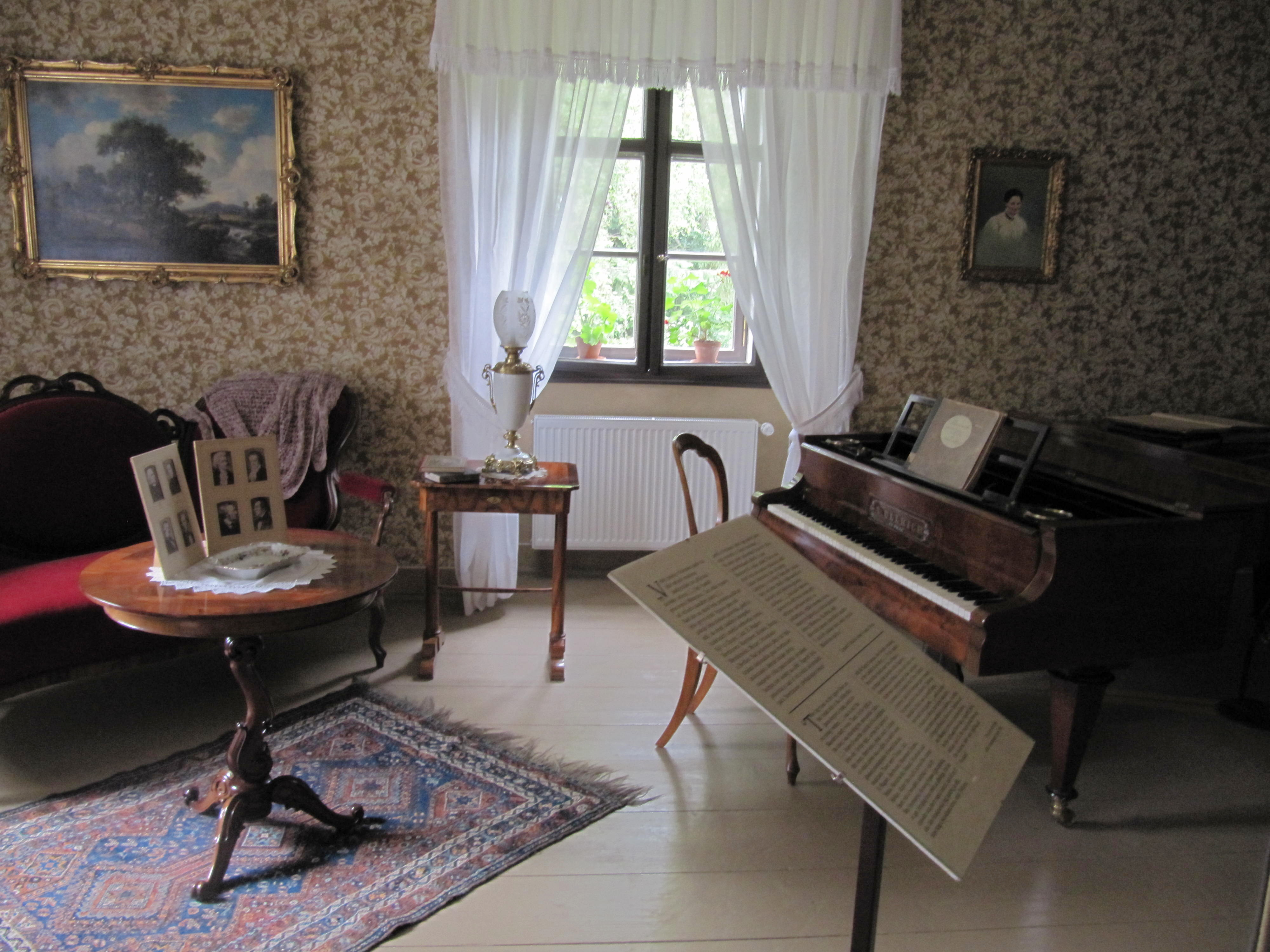
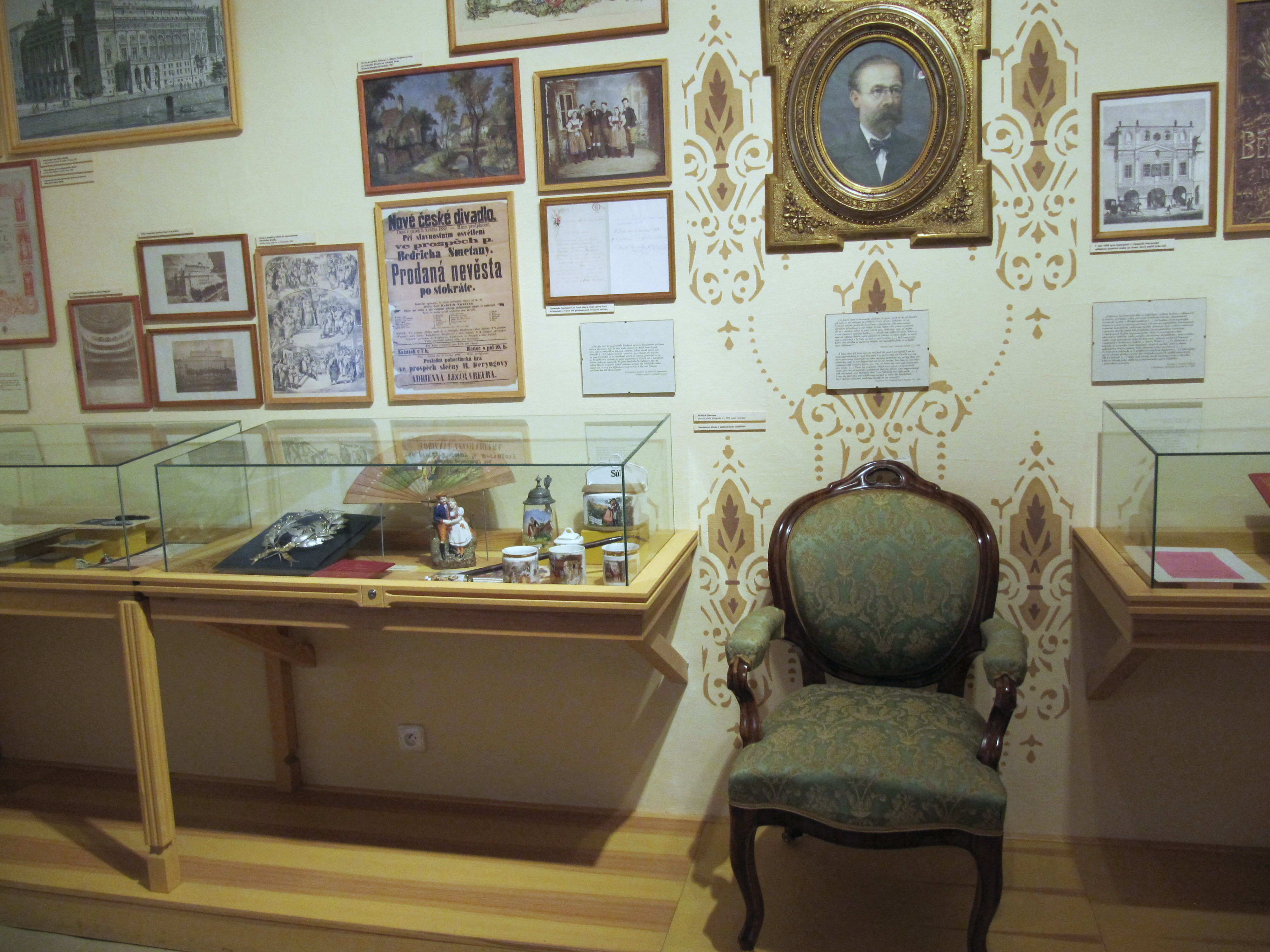
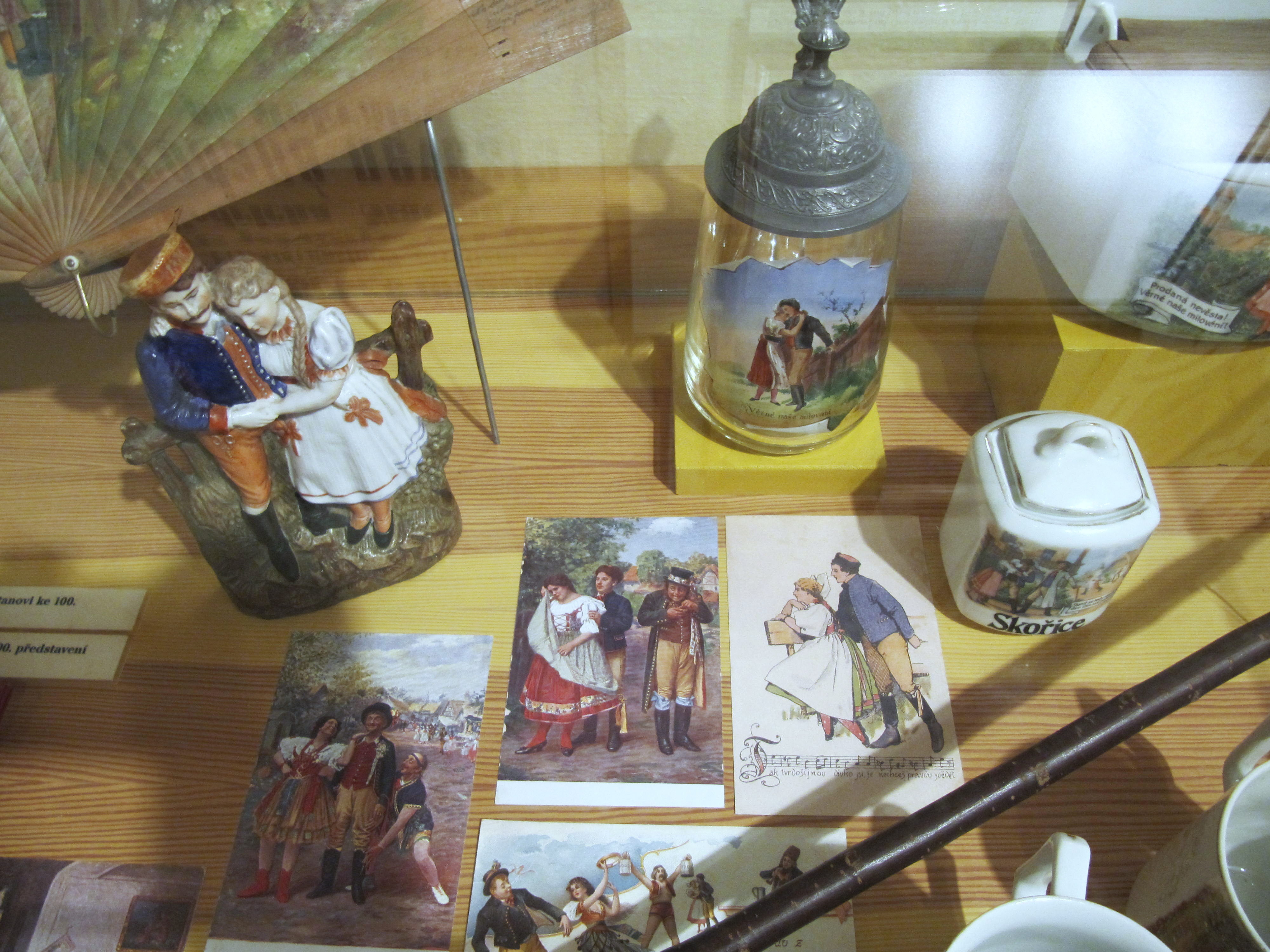
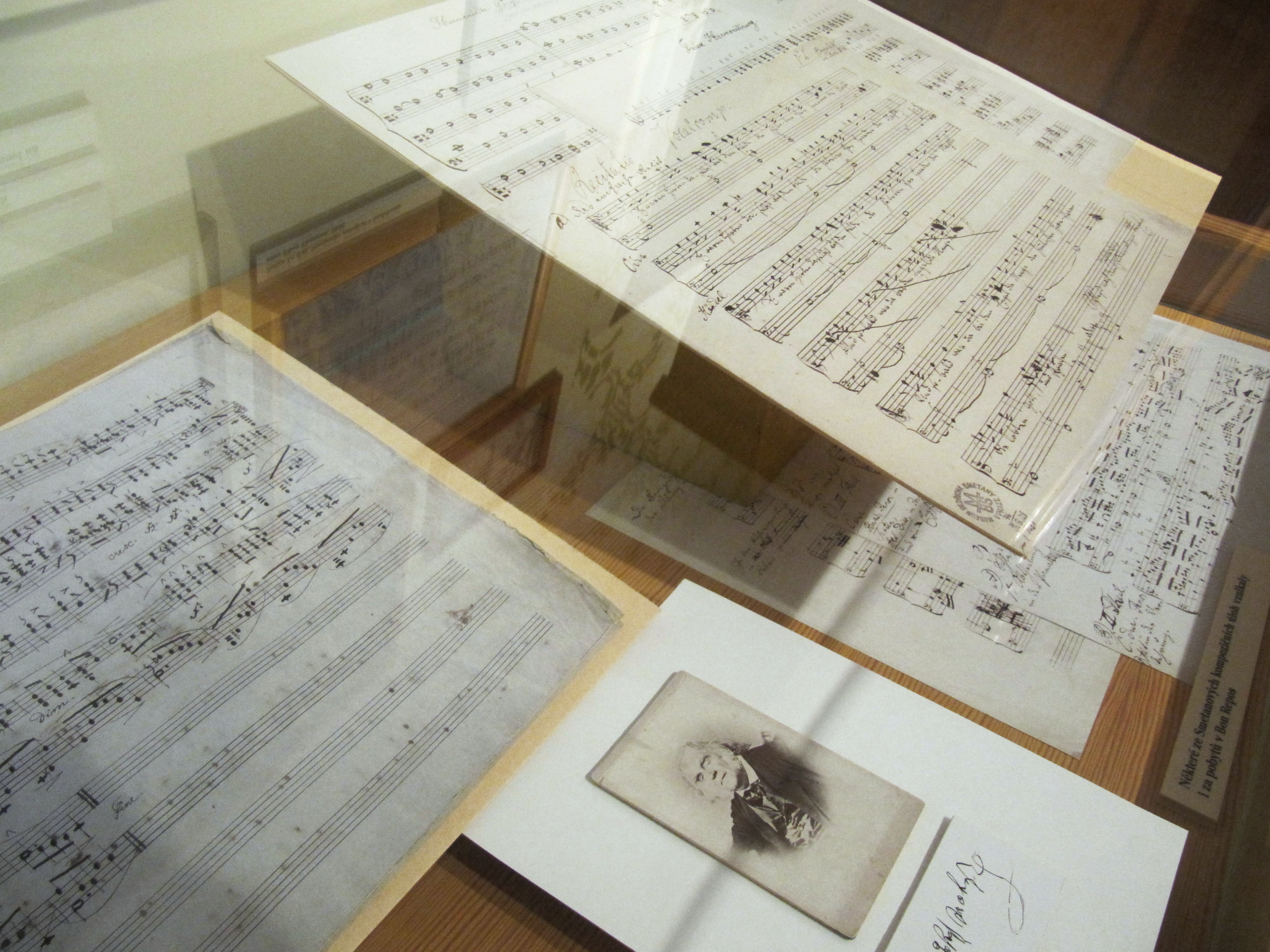